# (941) Murray
(941) Murray – planetoida z pasa głównego asteroid okrążająca Słońce w ciągu 4 lat i 238 dni w średniej odległości 2,79 au. Została odkryta 10 października 1920 roku w Obserwatorium Uniwersyteckim w Wiedniu przez Johanna Palisę. Nazwa pochodzi od Gilberta Murraya, brytyjskiego humanisty, który pomagał Austrii przystąpić w 1920 roku do Ligi Narodów. Przed nadaniem nazwy planetoida nosiła oznaczenie tymczasowe (941) 1920 HV.